# Selenops littoricola
Selenops littoricola là một loài nhện trong họ Selenopidae.
Loài này thuộc chi Selenops. Selenops littoricola được Embrik Strand miêu tả năm 1913.